# Río Alías
El río Alías, también llamado río Carboneras es un río de España de la cuenca mediterránea andaluza, que discurre en su totalidad por el territorio del levante de la provincia de Almería. 
Se trata del curso de agua más importante del parque natural del Cabo de Gata-Níjar por ser el único al que se puede llamar río propiamente dicho por su curso de agua casi permanente. 

## Curso
Nace en la confluencia de la rambla de los Feos con la rambla de la Lucainena, en el límite de los términos municipales de Lucainena de las Torres y Sorbas. Recibe los aportes de la rambla de la Palmerosa, que agrupa las aguas de la vertiente noreste de la Sierra de la Higuera, y de la rambla del Saltador que drena Sierra Cabrera. Desemboca en la playa del Algarrobico, en el término municipal de Carboneras. 
El caudal del río Alías oscila variablemente a lo largo del año. La naturaleza pedregosa de su lecho hace que el agua circule también de forma oculta y en la época estival sólo se perciben regueros discontinuos. Es notable la singularidad de su cauce con respecto al entorno del parque natural pues está poblado por una vegetación que puede calificarse de exuberante.

## Entorno
Destaca el cañón del río Alías, una zona rocosa del cauce donde el río se encaja de forma abrupta, presentando espectaculares formaciones de interés geológico y faunístico, ya que las paredes verticales del cañón atraen a muchas aves, entre ellas rapaces como los gavilanes o aguiluchos. Ademmás, las pozas son también refugios para los anfibios, reptiles o insectos como las libélulas.
En cuanto a patrimonio humano, cabe destacar la presencia en su cauce de molinos harineros de origen árabe, algunos milenarios, y de cortas.